# Мингажев, Гималетдин Мингажевич
Гималетдин Мингажевич Мингажев (баш. Ғималетдин Минһаж улы Минһажев; 1889—1955) — башкирский актёр, драматург и теоретик театра. Народный артист РСФСР (1949), Народный артист Башкирской АССР (1935), Заслуженный артист РСФСР (1944).

## Биография
Мингажев Гималетдин Мингажевич родился 21 мая 1889 года в деревне Идрисово Златоустовского уезда Уфимской губернии (ныне Кигинского района Башкортостана).
С 1918 года играл в драматических кружках города Златоуста, а через год — на сцене гастрольного Петроградского Нового драматического театра в роли Татарина в спектакле «На дне» М. Горького.
С 1920 года Гималетдин Мингажевич руководил труппой при Златоустовском Горсовете, с 1921 года работал в Красноярском татарском театре драмы и комедии, а в 1922—1924 годах — в театральных труппах Уфы.
С 1924 года — в труппе Башкирского театра драмы. В 1924—1925 годах вместе с Мажитом Гафури участвовал в создании передвижного театра.
Гималетдин Мингажев — автор пьесы «Эпоха» и «Пламя». В 1952 году в Уфе была издана его автобиографическая книга «Моя жизнь. Воспоминания» («Минен тормошом. Хэтирэлэр»), в которой он описал свою теорию искусства актёра. В теории актёрского искусства он описал три жизненных источника и три формообразующих начала сценического искусства.
Скончался 19 сентября 1955 года в Уфе.

## Труды

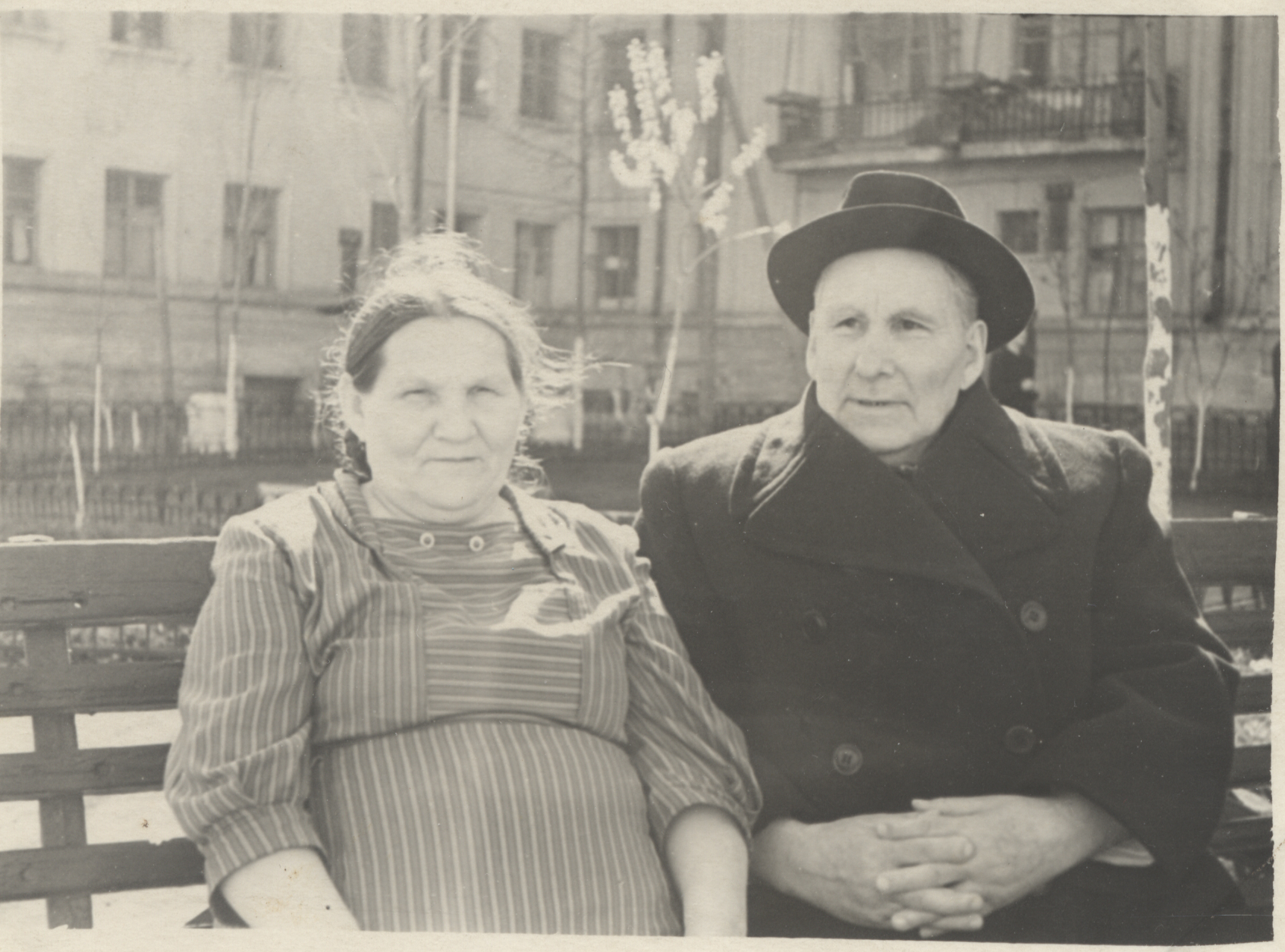
Мингажев Г. М. справа, слева — супруга

Мингажев Г. М. «Тридцать лет на сцене. Из записок артиста» //Литературная Башкирия. Вып. 5. Уфа, 1955.

## Роли
- Карим-бай в спектакле «Башмачки» Х. К. Ибрагимова;
- Юлай Азналин («Салават и Пугачев» Ф. Сулейманова-Инана, В. Муртазина-Иманского и Д. Юлтыя, «Салават Юлаев» Б. Бикбая и Г. Саляма)
- Городничий («Ревизор» Н. В. Гоголя)
- Адельша («Ашкадар»), Янгильде («Башкирская свадьба» М. А. Бурангулова)
- Карамурза («Ынйыкай и Юлдыкай» Х. Габитова)
- Ишмырза («Карагул» Юлтыя)
- Кусярбай («Тансулпан» К. Даяна)
- Гиззатулла («Тальянка» Г. Ахметшина) и другие.

## Награды и звания
- Орден Ленина (22.03.1949)
- Два ордена Трудового Красного Знамени (1944, 1955).
- Народный артист РСФСР (1949)
- Заслуженный артист РСФСР (1944)
- Народный артист Башкирской АССР (1935)

## Память
- В 1977 году его именем назван Кигинский башкирский народный театр.
- Именем артиста названа улица в Уфе.
- К 110-й годовщине со дня рождения артиста в Башкортостане открыт краеведческий музей с экспозицией, посвященной Г. Мингажеву.